# Agylla basiflava
Agylla basiflava är en fjärilsart som beskrevs av Semper 1899. Agylla basiflava ingår i släktet Agylla och familjen björnspinnare. Inga underarter finns listade i Catalogue of Life.